# Ingénieur agronome
L'ingénieur agronome est une personne professionnelle mettant en œuvre les sciences et techniques de l'agronomie. Il exerce particulièrement des responsabilités d'expertise technique sur les mécanismes du vivant dans différents domaines tels que l'agriculture, la pêche, la sylviculture, l'aménagement du territoire, l'environnement, l'agroindustrie. Le travail peut-être exercé dans le secteur public ou dans le secteur privé.

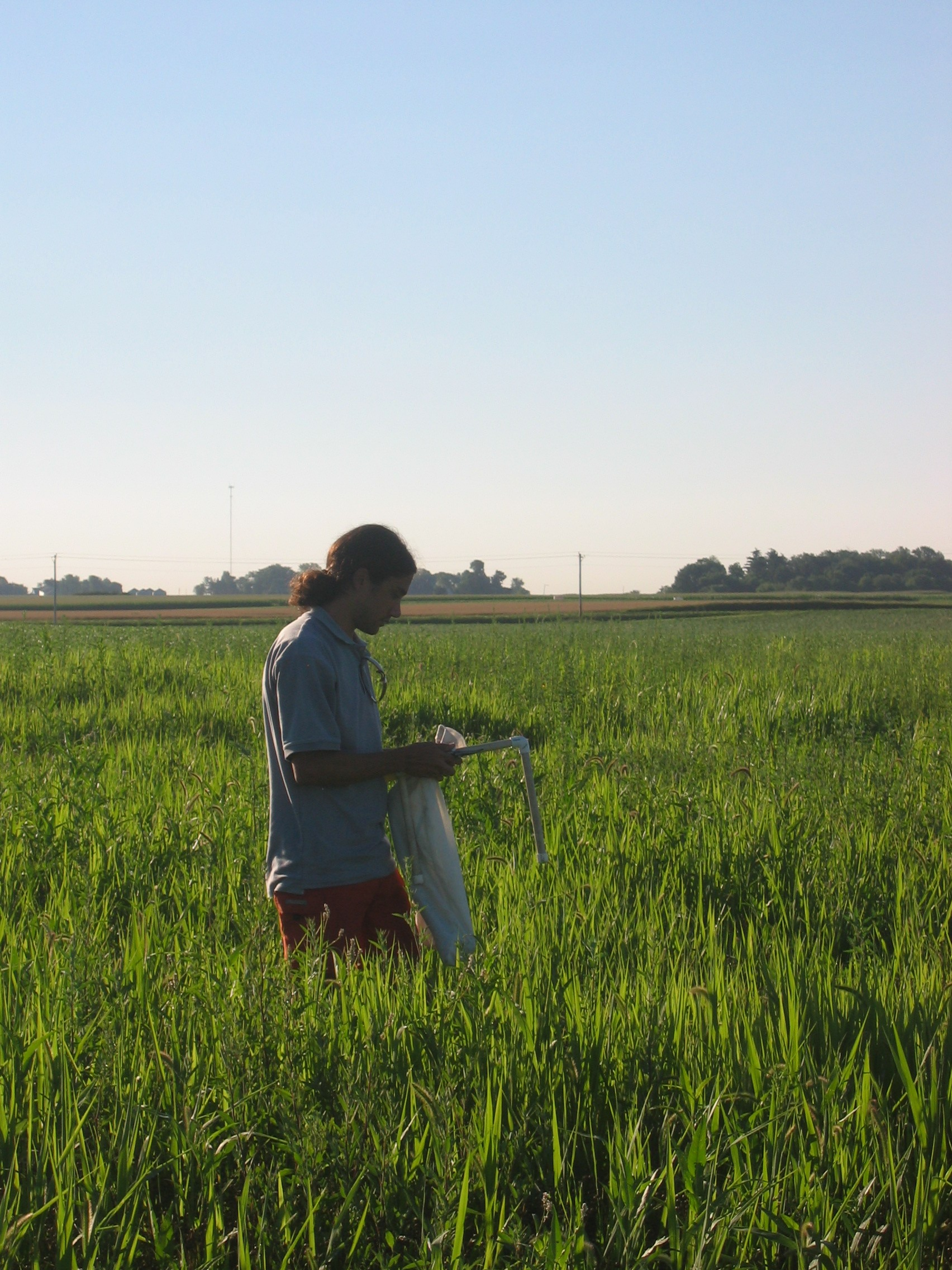
Un agronome échantillonne une parcelle d'essai de lin (Department of Agronomy, Iowa State University)

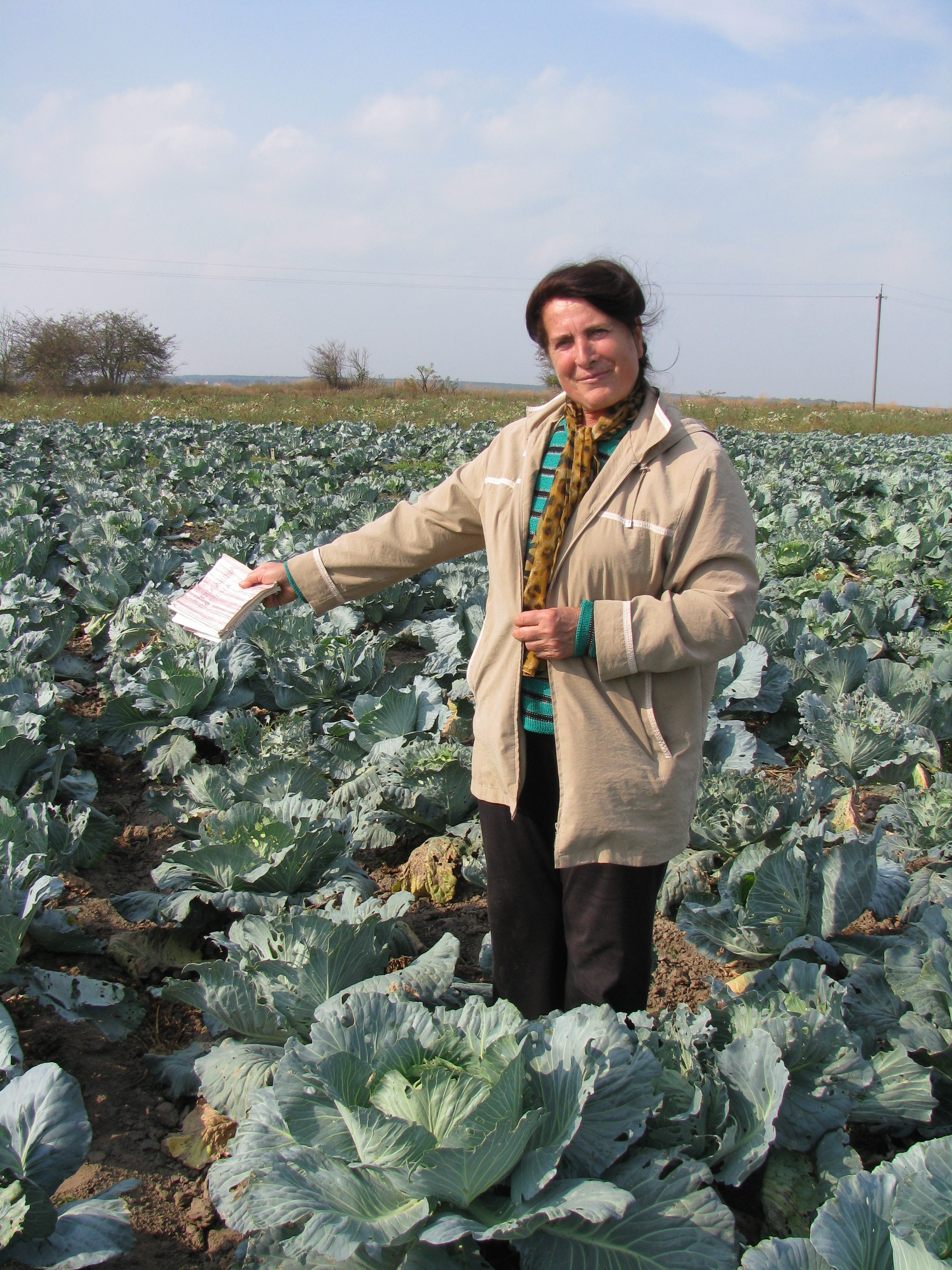
Une professeur d'agronomie présentant une production de choux

## Missions
L'ingénieur exerce en tant qu'agronome et peut avoir différents types de missions à assumer, et donc des quotidiens très divers. Une part du travail est réalisée sur le terrain, mais il y a également une part importante de travail de bureau. Le travail consiste à améliorer la production alimentaire en complétant le travail de l'agriculture. Cela se décline en plusieurs types de missions. 

### Accompagner et soutenir le développement agricole: animateur territorial
Cela se traduit par l’accompagnement à l’émergence de projets de développement agricole pertinents et/ou par l’accompagnement du projet. Par exemple: création d’une filière de thé en Aubrac, intégrer des produits locaux en restaurant collective, créer un abattoir ou un atelier de découpe de la viande… il faut savoir animer un groupe, parfois composé uniquement d’agriculteurs, mais pas toujours. il faut dans ce cas pouvoir traduire les contraintes des uns et des autres pour maintenir le dialogue. Il faut également savoir animer des  réunions, solliciter et rallier les acteurs pertinents, déposer des demandes de subvention, s’entourer des experts qui permettront de répondre aux questions techniques… le cœur de ce métier est l’animation, la coordination et la communication.

### Conseiller les agriculteurs techniquement
Par exemple, sur la transformation de leurs produits, la construction d’un bâtiment, la commercialisation, l’alimentation de leurs animaux, la gestion de la fertilisation… il faut être techniquement solide, et être capable de faire circuler les informations. Ce métier est souvent couplé avec de l’animation de groupe, afin d’apporter un conseil collectif. Dans ce cas, l’apport peut être descendant, du conseiller vers les agriculteurs, ou horizontal; les agriculteurs échangeant entre eux leurs bonnes pratiques, le conseiller tenant principalement un rôle d’animateur. Parfois, il peut être possible d’associer un peu de recherche expérimentale à ce métier, afin d’améliorer les connaissances et les pratiques.

### Faire de la recherche expérimentale
Il s’agit là de répondre à des problèmes. Cette action peut se faire en institut de recherche ou représenter une partie  du temps du salarié. La recherche expérimentale peut se faire de plusieurs façons, notamment entre ingénieurs et techniciens, ou avec les agriculteurs dans leurs propres parcelles. L’ingénieur recueille (parfois) les données — ou alors le technicien, ou alors l'agriculteur — les compile et les analyse. Il doit ensuite les transmettre en les vulgarisant et en communiquant dessus.

### Perspectives et questionnements
Le lien entre cette profession agronomique, hautement qualifiée et scientifique, et des professionnels ou des paysans des métiers de la terre, travaillant parfois de façon empirique, pose question, concernant le dialogue possible et le développement réellement engendré,.

## Belgique
En Belgique (tant francophone que néerlandophone), le titre « bioingénieur » a remplacé l'ancienne appellation « ingénieur agronome » en 2009. En effet, de nombreuses disciplines annexes sont enseignées tout au long du cursus, donnant accès à d'autres débouchés. Cette filière est enseignée à l'ULB, l'UCLouvain ainsi qu'à Gembloux Agro-Bio-Tech de l'Université de Liège.
L'autre filière via les hautes écoles belges délivre un Master en Sciences de l'ingénieur industriel en agronomie. Le cursus type — dans les deux filières — consiste en 3 années de bachelier (180 ECTS) dans lesquelles l'étudiant acquiert les connaissances fondamentales scientifiques, et se termine par 2 années de master (120 ECTS), grade équivalent au Bac +5 (Master). Cette filière est enseignée en haute école : Institut supérieur industriel agronomique de Huy, de Gembloux et à l'HEPH.

## Canada

### Québec
Le baccalauréat en agronomie (bachelor degree ; 4 ans d'études universitaires de premier cycle après un diplôme d'études collégiales) mène à la profession d'agronome. Le titre d'ingénieur-agricole n'existant pas au Québec.
Le détenteur du diplôme de baccalauréat peut exercer légalement ce métier dans la province à condition d'être membre de l'Ordre des agronomes du Québec (OAQ). Cela nécessite de réussir un examen d'entrée.

## Côte d'Ivoire
L'École Supérieure d'Agronomie (ESA) est l'une des grandes écoles de l'INP-HB de Yamoussoukro. La durée de formation des agronomes varie de trois à quatre ans selon la spécialité choisie. Cependant, il faut au préalable avoir fait les classes préparatoires mathématiques supérieures-biologies accessibles aux bacheliers des séries C et D. En plus du diplôme d'agronomie générale (DAG) obtenu au bout des deux premières années du cycle ingénieur, les futurs ingénieurs bénéficient d'une spécialisation, année d'approfondissement, dans les domaines tels que :
- la zootechnie ;
- l'agroalimentaire ;
- l'agroforesterie ;
- l'agroéconomie ;
- la production végétale ;
- la défense des cultures ;
- l'agropédologie.

## France
En France, un ingénieur agronome et agricole est un ingénieur spécialisé dans les sciences et technologies du vivant : il bénéficie d'un enseignement en grande école accessible en majorité par la filière des classes préparatoires aux grandes écoles, mais aussi par des concours externes. Le profil de l'agronome est équilibré entre les sciences de l'ingénieur, les sciences agronomiques, la biologie animale et végétale, les biotechnologies, les sciences de la terre, du sol et de l'environnement, le développement durable, l'agroalimentaire et les sciences économiques et sociales.
Les ingénieurs agronomes sont formés dans les établissements d'enseignement supérieur agricole publics. Depuis le 1er janvier 2022, l'Institut agro regroupe l'Institut Agro Montpellier, l'Institut Agro Rennes-Angers (auparavant appelé Agrocampus Ouest) et l'Institut Agro Dijon. Il existe également AgroParisTech, Bordeaux Sciences Agro, École nationale supérieure agronomique de Toulouse (INP-ENSAT), École nationale supérieure d'agronomie et des industries alimentaires de Nancy (ENSAIA), Oniris et VetAgro Sup.
Les ingénieurs agricoles, dénommés ensuite « ingénieurs en agriculture » étaient formés dans les écoles d'agriculture de statut privé ou associatif : l'Ésitpa, École d'ingénieurs en agriculture (ESITPA) (Chambres d'agriculture), l'Institut Polytechnique LaSalle Beauvais, les écoles de la Fédération des écoles supérieures d'ingénieurs en agriculture (FranceAgro3) comprenant l'ISARA-Lyon, l'ISA et l'EI Purpan, l'ESA d'Angers, et l'ISTOM - École supérieure d'agro-développement international.
Les cursus de formation ingénieur s'appuient sur une base solide en sciences de la vie et de l'environnement, englobant les disciplines biologiques, géologiques, écologiques, ainsi que les outils mathématiques, physiques et chimiques. Cette fondation de connaissances est requise dès le niveau lycée.
Les diplômes d'ingénieur agronome et d'ingénieur en agriculture n'existent plus officiellement. Désormais c'est seulement la mention de l'école habilitée par la Commission du Titre d'Ingénieur (CTI) qui figure sur le diplôme. Le titre d'ingénieur ne spécifie pas le domaine étudié. 

## Sénégal
À l'École Nationale Supérieure d'Agriculture (ENSA-Thiès), la durée de la formation est de cinq ans. La sélection est faite sur concours pour les élèves en classe de terminale scientifique ou les titulaires du baccalauréat pour les Sénégalais ; dans d'autres cas, une étude de dossier est indispensable. Les ingénieurs formés dans cette école sont spécialisés dans essentiellement quatre départements que sont :
1. Productions végétales ;
2. Génie rural ;
3. Productions animales ;
4. Économie et sociologie rurales ;
5. Foresterie ;
6. Sciences des sols.

## Suisse
En Suisse romande, les ingénieurs agronomes sont formés à la Haute École du paysage, d'ingénierie et d'architecture de Genève (HEPIA) filière agronomie. Celle-ci prépare au diplôme d'ingénieur agronome grade Bachelor en trois ans. Cette formation francophone de niveau universitaire à plein temps enseigne les productions biologiques. Les autres particularités de cette formation résident d'une part dans son enseignement qui a une forte dimension appliquée et d'autre part dans sa focalisation sur les cultures spéciales : horticulture, aspects vivriers, ornementaux et médicinaux, solutions horticoles pour l'environnement construit.
L'École polytechnique fédérale de Zurich est quant à elle la seule haute école universitaire en Suisse à proposer des études d'agronomie. Il est possible d'y acquérir les diplômes de BSc, de MSc et de docteur en sciences agronomiques.

## Tunisie
En Tunisie, les ingénieurs agronomes sont formés dans multiples instituts qui font partie de la double tutelle du ministère de l'Agriculture (institution de recherche et d'enseignement supérieur agricoles) et du ministère de l'Enseignement supérieur et de la Recherche scientifique et des Technologies de la communication (université de Carthage).
Après avoir passé le concours national d'entrée aux écoles d'ingénieurs section (biologie/géologie), la formation des ingénieurs agronomes est assurée par sept instituts répartis dans 6 gouvernorats différents dans lesquels ils acquièrent une formation polyvalente et complémentaire à celle acquise en cycle préparatoire, qui sont :  
- Institut national agronomique de Tunisie, le plus ancien de Tunisie et d'Afrique ;
- École supérieure d'agronomie de Mateur ;
- École supérieure d'agronomie de Mograne ;
- École supérieure d'agronomie de Chott-Mariem ;
- École supérieure des industries agroalimentaires de Tunis ;
- École supérieure d'agronomie de Kef ;
- École Supérieure des Ingénieurs de l'Équipement Rural de Medjez El Bab.